# Dekanat Chmielnik (Ukraina)
Dekanat  Chmielnik – jeden z ośmiu dekanatów katolickich w diecezji kamienieckiej na Ukrainie.

## Parafie
- Bębnówka - Parafia Matki Bożej Królowej Różańca św.
- Czarny Ostrów - Parafia Wniebowzięcia Najświętszej Maryi Panny
- Chmielnicki - Parafia Chrystusa Króla Wszechświata
- Chmielnicki-Greczany - Parafia św. Anny
- Chmielnicki-Rakowo - Parafia Niepokalanego Serca Najświętszej Maryi Panny
- Derażnia - Parafia św. Anny
- Felsztyn (Gwardijsk) - Parafia św. Wojciecha
- Hajdajky (rejon wołoczyski) - Parafia Matki Bożej Fatimskiej
- Jachnowce - Parafia św. Michała Archanioła
- Kłynyny (rejon wołoczyski) - Parafia Najświętszego Serca Pana Jezusowego
- Krzywaczyńce[1] (rejon wołoczyski) - Parafia św. Teresy od Dzieciątka Jezus
- Kulczyny - Parafia Matki Bożej Fatimskiej
- Latyczów - Parafia Wniebowzięcia Najświętszej Maryi Panny
- Majdan Werbecki - Parafia Matki Bożej Fatimskiej
- Mały Łazuczyn - Parafia Matki Bożej Częstochowskiej
- Manikowce - Parafia Najświętszego Serca Pana Jezusa
- Międzybuż - Parafia Trójcy Przenajświętszej
- Nowokonstantynów - Parafia św. Anny
- Nowosiółka - Parafia św. Jana Chrzciciela
- Oleszkowce - Parafia Niepokalanego Serca Najświętszej Maryi Panny
- Pisarówka - Parafia Niepokalanego Poczęcia Najświętszej Maryi Panny
- Słobódka Krasiłowska - Parafia św. Józefa
- Stara Sieniawa - Parafia św. Jana Nepomucena
- Starokonstantynów - Parafia św. Jana Chrzciciela
- Szaróweczka - Parafia Matki Bożej Różańcowej
- Tarnoruda - Parafia Matki Bożej Szkaplerznej
- Teofipol - Parafia Trójcy Przenajświętszej
- Wołkowińce - Parafia Podwyższenia Krzyża Świętego
- Wołoczyska - Parafia Trójcy Przenajświętszej
- Zawalijki - Parafia św. Jana Nepomucena
- Zielona - Parafia św. Michała Archanioła